# Tweedia australis
Tweedia australis är en oleanderväxtart som först beskrevs av Gustaf Oskar Andersson Malme, och fick sitt nu gällande namn av C. Ezcurra. Tweedia australis ingår i släktet Tweedia och familjen oleanderväxter. Inga underarter finns listade i Catalogue of Life.